# Blechnum ambiguum
Blechnum ambiguum es una especie de helecho perteneciente a la familia Blechnaceae. Es originaria de Australia.

## Descripción
Es un helecho con  rizoma corto y medio rastrero, las escalas del rizoma y el estípite de marrón pálido a rojo-marrón, mucho más largos que anchos, lanceolados a ovadaos.
Las frondas generalmente independiente, todos similares, sobre todo pinnadas, generalmente 30-50 cm de largo, de color verde pálido; pinnas cada vez más con dentado grueso hacia los ápices.
Frondas estériles con pinnas principalmente 6-10 cm de largo, 15-25 mm de ancho, pinnas claramente pecioladas, al menos en el tercio inferior de la lámina, no disminuyendo marcadamente en tamaño hacia la base, ápice puntiagudo; las frondas fértiles con pinnas generalmente 4-9 cm de largo, 3-10 mm de ancho y de menos de la mitad de anchas que las pinnas estériles.

## Distribución y hábitat
Es una especie común en las rocas mojadas, por lo general se encuentran en los bosques abiertos, especialmente común en las zonas de arenisca cerca de Sídney en Nueva Gales del Sur.

## Taxonomía
Blechnum ambiguum fue descrita por (C.Presl) Kaulf. ex C.Chr. y publicado en Dansk Botanisk Arkiv Udgivet af Dansk Botanisk Forening 9 (3): 21 1937.
Sinonimia
- Lomaria ambigua (C.Presl) Fee
- Blechnum ambiguum Kaulf. ex C.Chr.
- Parablechnum ambiguum C.Presl
- Blechnopteris ambiguum Trevis. nom. inval.
- Doodia caudata (Cav.) R.Br.
- Lomaria procera var. blechnoides (Luerss.) Wawra
- Parablechnum procerum var. acuminatum C.Presl
- Blechnum capense var. acuminatum (C.Presl) Domin
- Blechnum procerum var. blechnoides Luerss.
- Blechnum capense var. laevigatum (Cav.) Melvaine in Melvaine,
- Blechnum capense subsp. laevigatum (Cav.) Domin in Domin,
- Spicanta laevigata (Cav.) Kuntze in Kuntze,
- Orthogramma laevigata (Cav.) C.Presl in Presl, C.B [K.B.] 1851,
- Blechnum laevigatum Cav. in Christensen, C.F.A. 1905,[5][6]